# Грапс, Гуннар
Гуннар Игоревич Грапс (эст. Gunnar Graps; 27 ноября 1951, Тарту — 17 мая 2004, Таллин) — советский и эстонский певец и музыкант (барабанщик), легенда эстонской рок-музыки. Один из пионеров Хэви-метал и хард-рока в СССР и Эстонии, продал более сотни тысяч пластинок по всему миру, а в 2004 году получил пожизненную награду на Estonian Music Awards. Его сравнивали с Фредди Меркьюри, Миком Джаггером и Элисом Купером, называя «Железным человеком» (эст. Raudmees).

## Биография

### Начало музыкальной карьеры, 1960-е

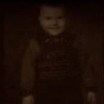
Гуннар Грапс в детстве

Гуннар Грапс родился в Таллинне в семье латыша и эстонки. Его отец Игорь Грапс был дирижером, виолончелистом и музыкальным педагогом, а мать Салме — домохозяйкой. Грапс был вдохновлен музыкой своего отца, когда ему было шесть лет, когда он начал изучать виолончель. В 1964 году, когда ему было всего 13 лет, он присоединился к своей первой группе Satellites в качестве гитариста.
Весной 1967 года Грапс присоединился к Micronids, где он играл на барабанах следующие шесть лет. В 1970—1972 годах он служил в армии и в это время выступал с Иво Линна. Еще один год он провел за барабанами в Micronide после того, как вернулся с военной службы.
Весной 1968 года Юри Лина записала около десяти песен Микронида, в том числе произведение Грапса для его шоу «Pobifo Revüü».
Грапс начинал свою карьеру в 1965 году с группой «Микронид», позже играл в ансамблях «Руя» и «Орнамент».

### 1970-е

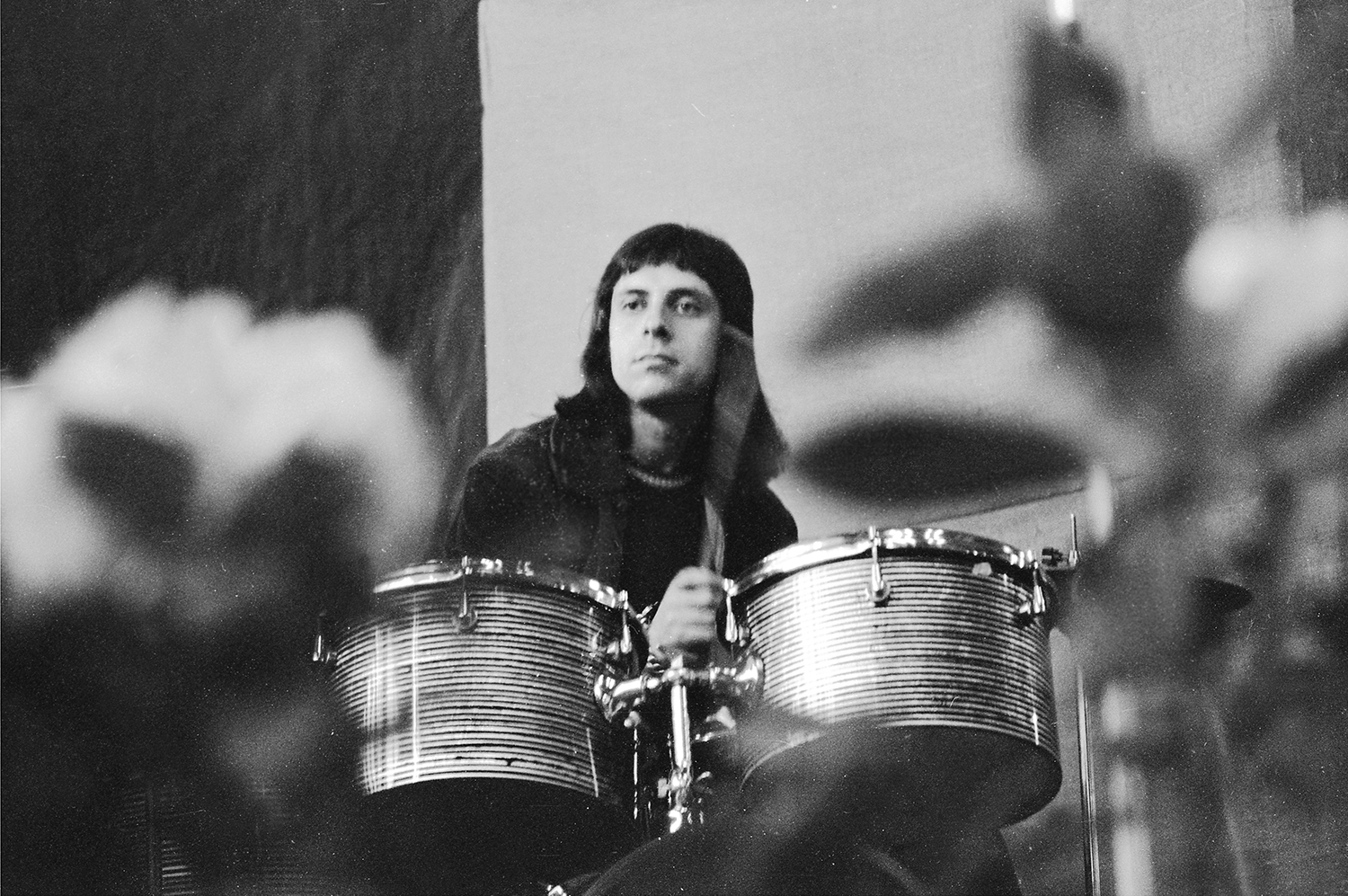
Гуннар Грапс в 1974 году

После ухода из группы Микронид в 1972 году Грапс создал Ornament, который был одним из пионеров хард-рока в Эстонии и Советском Союзе (Эстония была частью СССР в то время). На музыку Ornament оказали влияние Led Zeppelin, Джими Хендрикс и психоделический рок. В 1977 году Грапс окончил Таллиннскую музыкальную школу по специальности ударные инструменты.
В декабре 1976 Грапсом была образована группа «Магнетик бэнд». В разное время группа играла джаз-рок, ритм-энд-блюз и хард-рок.

### Начало популярности
В 1980 году на рок-фестивале «Весенние ритмы» в Тбилиси группа получила первую премию, разделив её с Машиной Времени; а две песни — «Трубадур на магистрали» и «Леди блюз» попали на вышедший после фестиваля двойной альбом. Его популярность достигла пика в 1980-х годах. Магнетик Бэнд постоянно гастролировал по Советскому Союзу. В 1982 году газета Washington Post посвятила целую страницу Гуннару Грапсу и Магнетик Бэнд. В 1981 году группа выступила на Ереванском международном поп-рок фестивале, о них написал журнал «Тайм». В 1982 году из фонограмм разных лет был составлен первый альбом «Магнетик бэнд» — «Розы для папы». Через год группа была запрещена, но её состав оказался устойчивым и с января по август 1984 под новым названием — «Группа Гуннара Грапса» (GGG) — продолжал работать и даже выступил на фестивале в Тарту. Это изменение также означало сдвиг в сторону хард-рока и хэви-метала, жанров, с которыми Magnetic Band уже флиртовал. Все музыкальные группы в Советском Союзе должны были пройти оценку, прежде чем им было разрешено выступать или вообще существовать.
В СССР подули новые ветры, когда Михаил Горбачёв занял место Генерального секретаря Коммунистической партии Советского Союза, и GGG столкнулась с меньшим сопротивлением властей.
В 1988 году на «Мелодии» вышел второй альбом — «Горение», выполненный в жанре хэви-метал. Распространение записи было очень широким. После распада СССР группа редко выезжала за пределы Эстонии.
В 1989 году Грапс эмигрировал в США, где пытался проявить себя в местной музыкальной сфере. Попытка не увенчалась успехом, в результате музыканту приходилось перебиваться случайными заработками.

### Начало упадка в 1990-х
После восстановления Эстонией независимости в 1991 Грапс всё-таки вернулся 1992 году в Эстонию, работал музыкальным редактором на эстонском радио и музыкантом на пароме, перевозившем пассажиров в Хельсинки и Стокгольм.
Летом 1993 года Грапс был арестован за перевозку анаболиков и провёл два месяца в шведской тюрьме. Выйдя на свободу, записал альбом «Пустые пазухи», включающий как новые песни, так и ранее неопубликованные записи «Магнетик бэнда», но альбом не получил широкого распространения. Поступления от дальнейших альбомов Грапса тоже были незначительными.

### Последние годы
В 2003 году у музыканта появилась надежда отправиться в гастрольный тур по России. Но этой затее не суждено было воплотиться в реальность из-за болезни и смерти Грапса. Последний раз Грапс выступает в Нарве 2003.

### Смерть
Полиция получила вызов на улицу Моони около часу ночи. На месте было найдено тело пятидесятидвухлетнего Грапса без следов насилия. Полицию вызвала спутница жизни музыканта. По данным врачей скорой помощи, к моменту прибытия врачей Грапс был уже мёртв. Реанимация никаких результатов не дала. Как сказал информационному агентству BNS Эрк Сепп, гитарист, игравший последние годы с Грапсом, его здоровье в последнее время было не самым лучшим: «Он страдал от затяжной депрессии». «Для меня, — сказал Сепп, — то есть для музыкантов младшего поколения, он был настоящим идолом».
Он умер от инфаркта у себя дома на улице Моони в Таллине. Похоронен в Таллине на кладбище Рахумяэ.

## Наследие
Гуннар Грапс считается эстонцами рок-идолом. Другая популярная эстонская группа Metsatöll заявила, что Гуннар Грапс для эстонского металла означает то же, что и Black Sabbath для всего мира. Кроме того, начались многочисленные трибьют-мероприятия, посвященные рано ушедшему музыканту. Эти мероприятия организованы местной радиостанцией Radio Mania и Hard Rock Club, промоутером местных мероприятий, и проходят в месяцы дня рождения и смерти Грапса. На мероприятии обычно выступают группы местных групп, а также воплощения GGG или Magnetic Band с людьми, с которыми Грапс играл. Гуннар Грапс был внесен в Зал славы рок-кафе, местного паба (которым владеют владельцы Radio Mania, также места, где проходят трибьют-мероприятия) 17 мая 2005 года. В декабре 2005 года Hard Rock Club начал сбор средств для установки мемориального камня на могиле Грапса.
Концерт по сбору средств прошел 5 марта 2006 года в Rock Cafe в Таллинне. Камень был разработан сыном Грапса Яном Грапсом и положен на его могилу на кладбище Рахумяэ 17 мая 2006 года. Кавер-группа — Gunnar's Roses — также была активна в какой-то момент в течение 2005—2006 годов, выступая на Hard Rock Laager в 2005 году (фестиваль хэви-метала, созданный Hard Rock Club) и в небольших пабах. Группу собрал Анри «Сасс» Хинно (барабанщик Manatark и Must Missa), который взял на себя роль барабанщика. Хинно, как известно, является большим поклонником творчества Грапса и спел «Mosaiik» вживую с Gunnar’s Roses.
В 2011 году по пьесе драматурга Ивара Пыллу «Раудмис» Odysseuse eksirännakud, в котором рассказывается о жизни Грапса, была представлена в Новом Тартуском театре в Тарту . В постановке Роберта Аннуса в роли Грапса участвовал актер Юсс Хаасма, а также музыкальная партитура, состоящая из многих самых известных песен Грапса .

## Дискография
- Magnetic band, EP, 1978 (Мелодия, C62 13399-400)
- Roosid papale («Розы для папы»), LP, 1981 (Мелодия, C60 17019-20)
- Põlemine («Горение»), 1988 (Мелодия, С60 27765-6)
- Tühjad pihud («Пустые пазухи»), 1994
- Gunnar Graps (Eesti Kullafond), 3CD, 2002
- Rajalt maas (Сошедший с трассы), 2003

## Фильмография
- Не будь этой девчонки... (Рижская киностудия, 1981) — барабанщик джаз-бэнда
- Там, где нас нет (Мосфильм, 1986) — рок-музыкант Энна Лайда

### Видеозаписи
- 1984. Концерт в Тартуском рок-клубе
- 1986. Концерт в Таллинне
- 1987. Фестиваль в Магадане
- 2003. Последний концерт Грапса в Нарве